# فیلیپ برینکوین
فیلیپ برینکوین (انگلیسی: Philippe Brinquin؛ زادهٔ ۲ ژوئن ۱۹۷۱) بازیکن فوتبال اهل فرانسه است.
از باشگاه‌هایی که در آن بازی کرده‌است می‌توان به باشگاه فوتبال رن، باشگاه فوتبال لوریان، و باشگاه فوتبال لو آور اشاره کرد.
وی همچنین در تیم ملی فوتبال Brittany بازی کرده‌است.